# Schloss Schöckingen

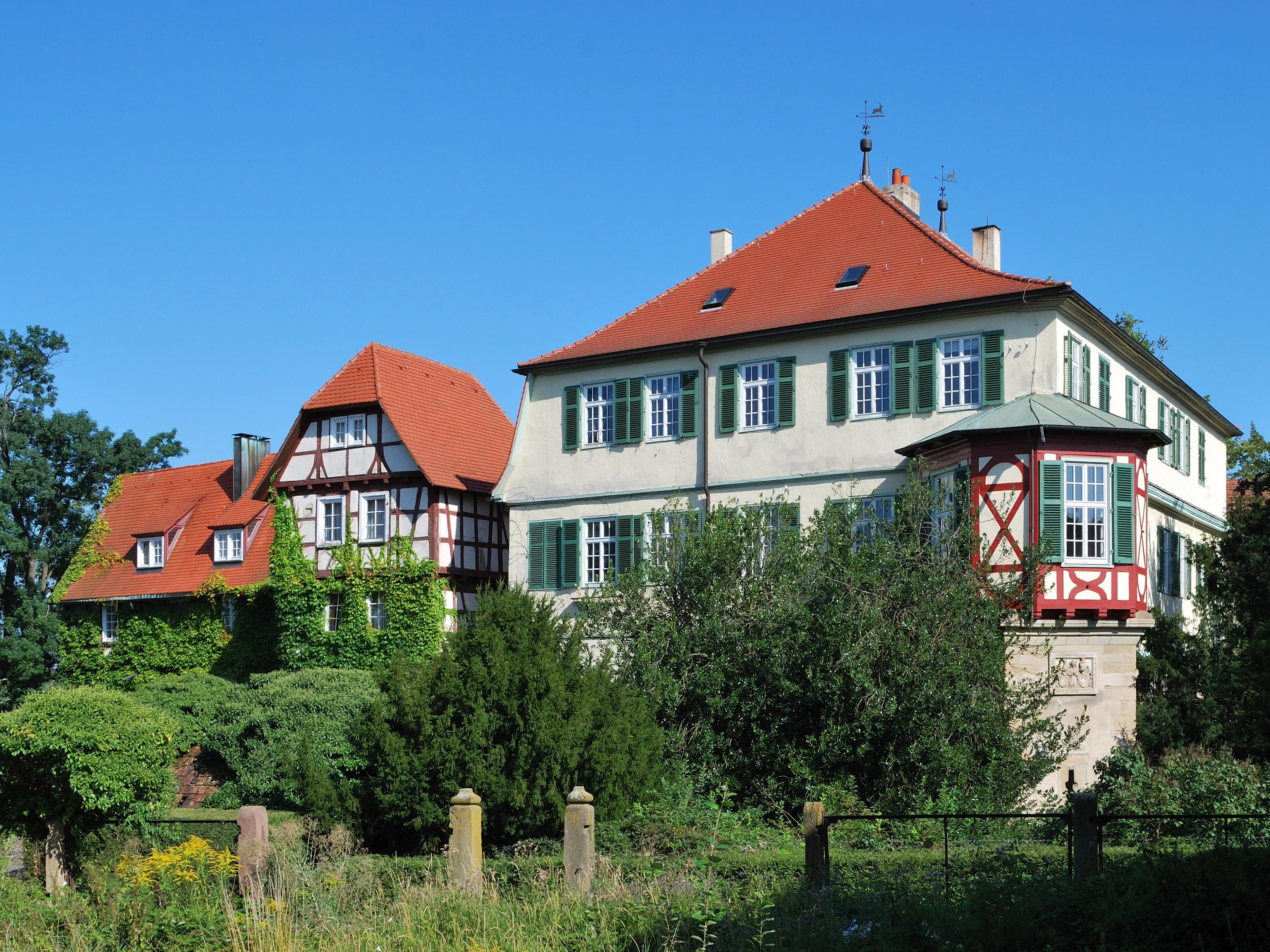
Westansicht des Neuen Schlosses: rechts das Haupthaus, links das Torhaus

Das Schloss Schöckingen ist eine Schlossanlage im Ditzinger Ortsteil Schöckingen im baden-württembergischen Landkreis Ludwigsburg etwa 20 Kilometer nordwestlich von Stuttgart.
Bestehend aus Gebäuden des 15. bis 18. Jahrhunderts, die durch die Freiherren von Gaisberg-Schöckingen errichtet wurden, befindet sich die Anlage heute in Privatbesitz und kann in der Regel nicht besichtigt werden. Als Veranstaltungsort und Kongresszentrum ist sie allerdings gelegentlich der Öffentlichkeit zugänglich. Das Schloss ist Kulturdenkmal gemäß § 28 DSchG BW.

## Beschreibung

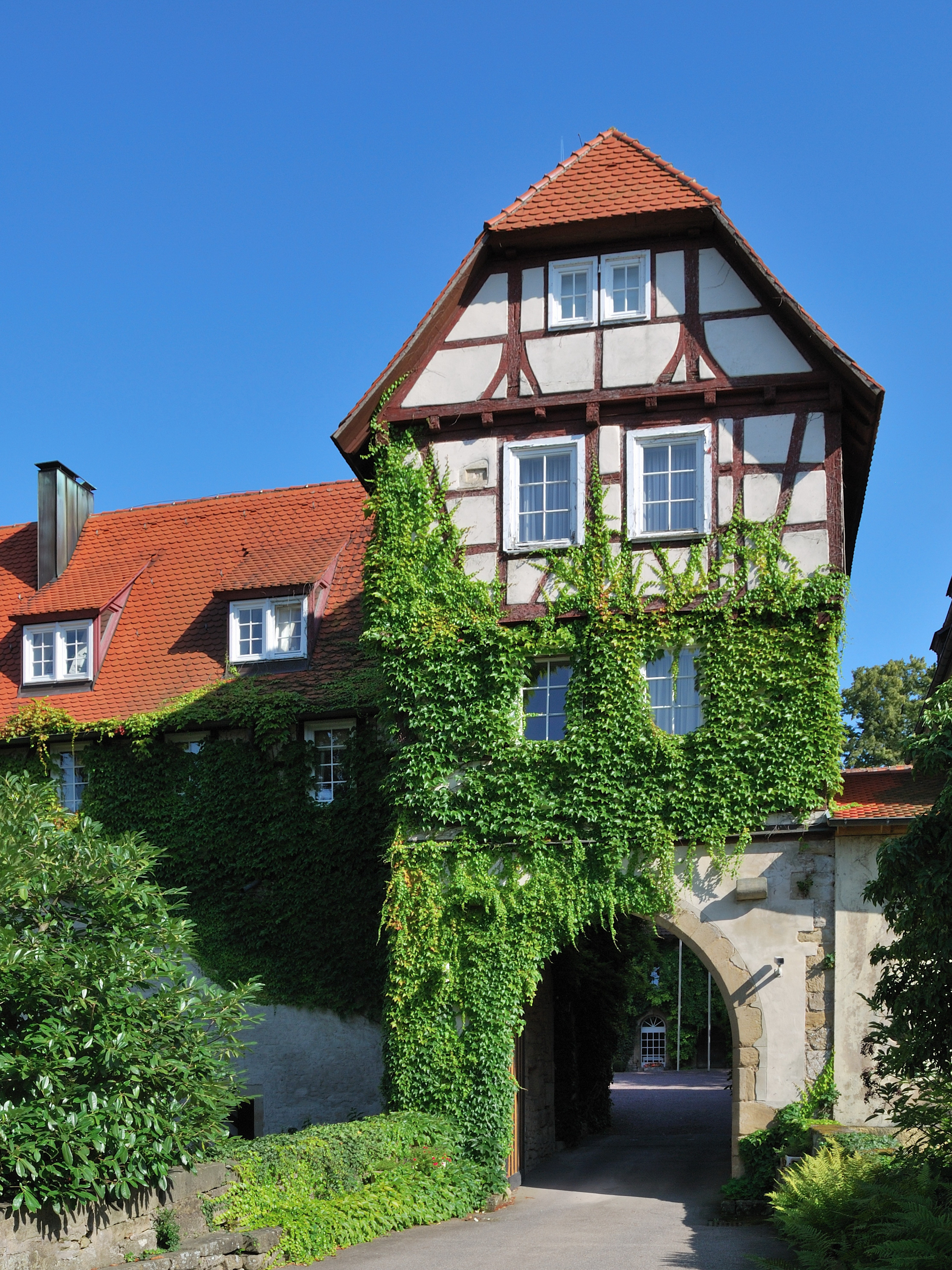
Torhaus des Schlosses

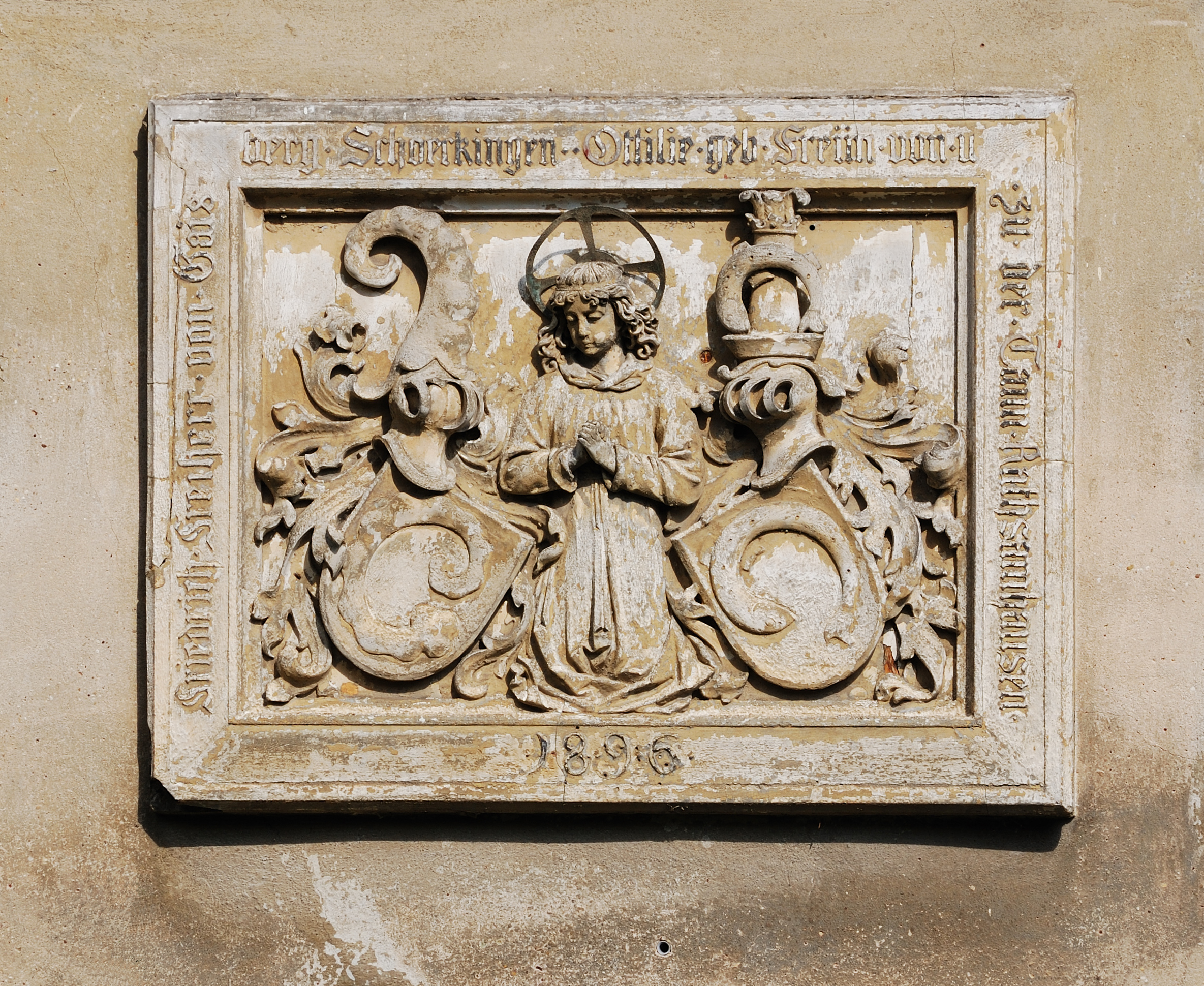
Allianzwappen am Haupthaus

Die burgartige Schlossanlage liegt im historischen Ortskern von Schöckingen und nimmt dabei eine Grundstücksfläche von etwa 20.000 m² ein. Sie besteht aus dem sogenannten Neuen Schloss, einem mehrteiligen Gebäudeensemble an der nordöstlichen Seite der Schöckinger Schlossstraße sowie einem nahe gelegenen Hinteres Schloss genannten Bau, der an der südwestlichen Seite der Schillerstraße steht. Dem Neuen Schloss schließt sich im Norden und Osten ein weitläufiger Landschaftspark mit kleinen Teichen und einer Wasserfontaine an.

### Neues Schloss
Das Gebäudeensemble umschließt einen polygonalen Innenhof und ist zum Teil noch von Wassergräben umgeben. Zugang zum Hof gewährt das dreigeschossige Torhaus mit Obergeschossen aus Fachwerk, die von einem Krüppelwalmdach abgeschlossen sind. Aus dem 15. Jahrhundert stammend, gehört es zur ältesten Bausubstanz der Anlage. Seine spitzbogige Tordurchfahrt stammt aus der Spätgotik und ist mit dem Jahr 1430 datiert. Am Bau angebrachte Steintafeln zeigen die Wappen des Hans von Nippenburg, genannt Schlegel, und seiner Frau Margarete von Heimerdingen.
Dem Torbau schließt sich südwestlich das Haupthaus des Schlosses mit Bausubstanz aus dem 16. Jahrhundert an. Der dreigeschossige Fachwerkbau erhebt sich auf rechteckigem Grundriss und ist weiß verputzt. Sein ziegelgedecktes, rotes Walmdach wird von zwei Wetterfahnen bekrönt. An der nordwestlichen Ecke besitzt das Haus einen kleinen fünfseitigen, auf hohem Sockelgeschoss stehenden Anbau mit flacher Haube. Am Sockel findet sich das Allianzwappen Friedrichs von Gaisberg-Schöckingen und seiner Ehefrau Ottilie von und zu der Tann-Rathsamhausen.
Die östliche Seite des Innenhofs wird von ehemaligen Wirtschaftsgebäuden begrenzt. Der langgestreckte Ostbau besitzt zwei bemerkenswerte Giebel. Der nordöstliche von ihnen ist mit Maßwerk-Reliefs verziert, während der südwestliche Schweifgiebel aus der Zeit der Renaissance Lisenen als dekorative Elemente aufweist. Nordwestlich schließt sich dem Gebäude der sogenannte Hintere Kelter aus dem Jahr 1763 an.
Zwischen Haupthaus und Wirtschaftsgebäuden befindet sich das Maierhaus, ein freistehendes, verputztes Fachwerkgebäude mit zwei Geschossen.

### Hinteres Schloss

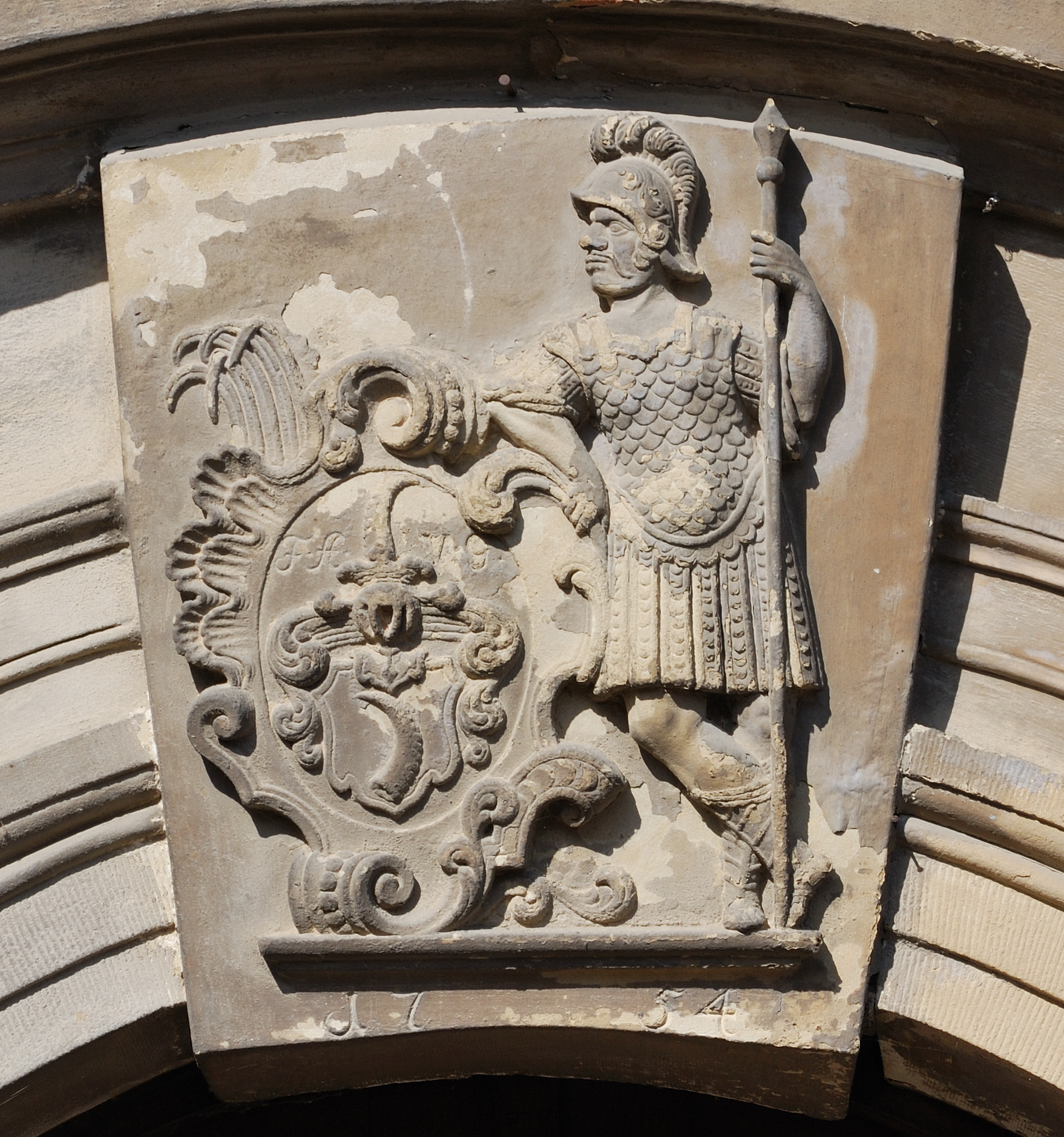
Wappentafel über dem Portal des Hinteren Schlosses

Das Hintere Schloss wird auch Großes Haus oder Gaisberg´sches Gebäude genannt. Auf einem rechteckigen Grundriss erhebt sich das gemauerte Erdgeschoss, dem zwei gelb verputzte Fachwerkgeschosse folgen. Den oberen Abschluss bildet ein hohes, ziegelgedecktes Steildach. Die südöstliche Fassade besitzt ein aufwändig gearbeitetes Rundbogenportal mit der Wappentafel Friedrich Albrechts von Gaisberg. Es zeigt seine Initialen F. A. V. G und die Jahreszahl 1754, das Errichtungsjahr des Baus. Im Inneren des Gebäudes sind noch alte Stuckdecken erhalten.

## Geschichte
Das als Niederungsburg erbaute Schloss Schöckingen fand seine erste urkundliche Erwähnung im 13. Jahrhundert. Im Mittelalter gehörte die Burg samt dem umliegenden Ort zum Herrschaftsbereich der Herren von Nippenburg, die bis 1566 das heutige Haupthaus erbauen ließen. Die Nippenburger weigerten sich lange Zeit, in Schöckingen die Reformation einzuführen, weswegen das Schloss während des Dreißigjährigen Kriegs von protestantischen Truppen zerstört wurde. Das Hintere Schloss war bereits 1431 einmal zerstört worden. Nach dem Erlöschen der Nippenburger (1646) wurde das Dorf Schöckingen zum Kammergut gezogen. Nach der Restaurierung wurde das Schloss 1651 der Witwe des Herzogs Julius Friedrich, Anna Sabina von Schleswig-Holstein-Sonderburg, überlassen († 1659). Am 11. April 1660 wurde die Schlossanlage als württembergisches Lehen an die Freiherren von Gaisberg-Schöckingen vergeben.
Diese ließen im Jahr 1740 das durch einen Blitzschlag teilweise zerstörte Haupthaus wieder aufbauen und 1754 das Hintere Schloss errichten. Ende des 18. und im 19. Jahrhundert kamen weitere Veränderungen am Haupthaus hinzu, während um 1800 das Maierhaus errichtet wurde.
Seit Ende der 1970er Jahre sind das Torhaus, das angrenzende Wohnschiff, der Nord- und Westflügel sowie der Schlosspark im Besitz des Architekten Manfred Osterwald, der sie in den 1980ern nach seinen Plänen im historischen Stil neu aufbauen und sanieren ließ.

## Heutige Nutzung
Neben der privaten Nutzung als Wohnsitz dienen die Gebäude als Veranstaltungsort und Kongresszentrum. Außerdem ist das Neue Schloss Sitz der von Osterwald mitgegründeten „Stiftung Internationaler Kulturdialog“, die auch durch den früheren spanischen König Juan Carlos unterstützt wird. Dieser besuchte Schloß Schöckingen im Februar 2006.